# روبرت إيستهام
روبرت إيستهام (ولد في 1 فبراير 1989 في بالكلوثا ) هو لاعب رماية رياضي من نيوزيلندا. مثل إيستهام نيوزيلندا في دورة الألعاب الأولمبية الصيفية 2008 في بكين، حيث تنافس في مسابقة الرماية للرجال 50 متر.<span typeof="mw:Entity" id="mwFQ">&nbsp;</span>بندقية م راكدة. أنهى السباق في المركز الرابع عشر، بفارق نقطة واحدة فقط خلف الروسي أرتيم خادجيبيكوف، بمجموع 594 هدفًا بعد المحاولة الخامسة. 
تخرج من مدرسة روتوروا الثانوية للبنين، ثم درس علوم الأرض في جامعة ماسي قبل انضمامه إلى شرطة نيوزيلندا. تخرج من كلية الشرطة في ديسمبر 2013.

## روابط خارجية
- Robert Eastham at the International Shooting Sport Federation
- Robert Eastham at the New Zealand Olympic Committee
- NBC 2008 Olympics profile على موقع واي باك مشين (نسخة محفوظة dmy)